# Esakiella
Esakiella is een geslacht van wantsen uit de familie van de Helotrephidae. Het geslacht werd voor het eerst wetenschappelijk beschreven door China in 1932.

## Soorten
Het genus bevat de volgende soorten:

- Esakiella acuminata Zettel & Papáček, 2004
- Esakiella buea Linnavuori, 1981
- Esakiella chinai Poisson, 1951
- Esakiella didyi Poisson, 1951
- Esakiella eremita (Horváth, 1899)
- Esakiella gereckei Zettel & Papáček, 2004
- Esakiella goldschmidti Zettel & Papáček, 2004
- Esakiella hancocki (China, 1930)
- Esakiella hungerfordi (Esaki & China, 1928)
- Esakiella hutchinsoni China, 1935
- Esakiella madli Zettel & Papáček, 2004
- Esakiella marlieri Poisson, 1960
- Esakiella milloti Poisson, 1951
- Esakiella mutsoriai Poisson, 1951
- Esakiella nairobi Poisson, 1951
- Esakiella nimbae Poisson, 1954
- Esakiella rivularius Linnavuori, 1971
- Esakiella starmuehlneri Zettel & Papáček, 2004
- Esakiella wenchiana Linnavuori, 1981